# Acid phosphoric
Acid phosphoric, hay đúng hơn là acid orthophosphoric là một acid có tính oxy hóa trung bình và có công thức hóa học H3PO4.

## Tính chất vật lý
Acid phosphoric là chất rắn tinh thể không màu, khối lượng riêng 1,87 g/cm3; nhiệt độ nóng chảy = 42,350C (dạng H3PO4.H2O có nhiệt độ nóng chảy = 29,320C); phân hủy ở 2130C. Tan trong etanol, nước (với bất kì tỉ lệ nào). Trong cấu trúc tinh thể của nó gồm có những nhóm tứ diện {\displaystyle {\ce {PO4^3-}}}, liên kết với nhau bằng liên kết hydro. Cấu trúc đó vẫn còn được giữ lại trong dung dịch đậm đặc của acid ở trong nước và làm cho dung dịch đó sánh giống như nước đường.
Acid orthophosphoric tan trong nước đó được giải thích bằng sự tạo thành liên kết hydro giữa những phân tử H3PO4 và những phân tử H2O.

## Tính chất hóa học
Trong phân tử acid phosphoric {\displaystyle {\ce {P}}} ở mức oxy hóa +5 bền nên acid phosphoric khó bị khử, không có tính oxy hóa như acid nitric. Khi đun nóng dần đến 260oC, acid orthophosphoric mất bớt nước, biến thành acid điphosphoric (H4P2O7); ở 3000C, biến thành acid metaphosphoric (HPO3). Acid phosphoric là acid ba nấc có độ mạnh trung bình, hằng số acid ở 250C có các giá trị:
{\displaystyle {\ce {H3PO4 <=> H2PO4- + H+}}}  K1 = 7.10−3;
{\displaystyle {\ce {H2PO4- <=> HPO4^2- + H+}}}  K2 = 8.10−6;
{\displaystyle {\ce {HPO4^2- <=> PO4^3- + H+}}}    K3 = 4.10−13.
Dung dịch acid phosphoric có những tính chất chung của acid như đổi màu quỳ tím thành đỏ, tác dụng với oxide base, base, muối, kim loại. Khi tác dụng với oxide base hoặc base, tùy theo lượng chất tác dụng mà sản phẩm là muối trung hòa, muối dihidrophosphat, hidrophosphat hoặc hỗn hợp muối.
Phosphor trong acid phosphoric có hóa trị là V.

## Điều chế

### Trong phòng thí nghiệm
Trong phòng thí nghiệm, acid phosphoric được điều chế bằng cách dùng HNO3 đặc oxy hóa phosphor ở nhiệt độ cao:
{\displaystyle {\ce {P + 5HNO3 -> H3PO4 + 5NO2 + H2O}}}

### Trong công nghiệp
Acid phosphoric được sản xuất công nghiệp bằng hai tuyến đường nói chung - quá nhiệt và quá trình ẩm ướt, trong đó bao gồm hai tiểu phương pháp. Quá trình ướt chiếm ưu thế trong lĩnh vực thương mại. Các quá trình nhiệt đắt hơn sản xuất một sản phẩm tinh khiết được sử dụng cho các ứng dụng trong ngành công nghiệp thực phẩm.

#### Phương pháp ướt
Sản xuất acid phosphoric bằng phương pháp ướt (phương pháp trích ly) bằng cách thêm acid sunfuric để phân huỷ khoáng calcium phosphate, thường được tìm thấy trong tự nhiên như quặng apatit. Phản ứng là:
{\displaystyle {\ce {Ca5(PO4)3X + 5H2SO4 -> 5CaSO4 + 3H3PO4 + HX}}}
{\displaystyle {\ce {3H2SO4 + Ca3(PO4)2 -> 3CaSO4 + 2H3PO4}}}
trong đó X có thể bao gồm {\displaystyle {\ce {OH-}}},{\displaystyle {\ce {F-}}},{\displaystyle {\ce {Cl-}}},{\displaystyle {\ce {Br-}}},... và các quặng khác chứa {\displaystyle {\ce {Fe^2+}}},{\displaystyle {\ce {Mg^2+}}},...
Dung dịch acid phosphoric ban đầu có thể chứa 23-33% {\displaystyle {\ce {P2O5}}} (32-46% H3PO4), nhưng có thể được tập trung bởi sự bay hơi nước để sản xuất acid commercial- hoặc thương cấp phosphoric, trong đó có khoảng 54-62% {\displaystyle {\ce {P2O5}}} (75 -85% {\displaystyle {\ce {H3PO4}}}). Bốc hơi hơn nữa sản lượng nước acid superphosphoric với nồng độ trên 70% {\displaystyle {\ce {P2O5}}} (tương ứng với gần 100% {\displaystyle {\ce {H3PO4}}}, tuy nhiên, các acid pyrophosphoric và polyphosphoric sẽ bắt đầu hình thành, làm cho các chất lỏng có độ nhớt cao).
Phân huỷ quặng phosphat bằng acid sulfuric sản phẩm phụ calci sunfat không tan (thạch cao), được lọc và loại bỏ như bùn cặn. Acid ướt quá trình có thể được tinh chế thêm bằng cách loại bỏ flo để sản xuất acid phosphoric dùng trong sản xuất phân bón, hoặc bằng cách chiết xuất dung môi và loại bỏ asen để sản xuất acid phosphoric thực phẩm. Tuy nhiên điều chế bằng phương pháp này thu được acid phosphoric không tinh khiết, có chất lượng thấp.
Quá trình nitrophosphate là tương tự như quá trình ướt trừ nó sử dụng acid nitric ở vị trí của acid sulfuric. Lợi thế cho phương pháp này là các sản phẩm đi kèm là calci nitrat cũng là một loại phân bón cây trồng. Phương pháp này ít được sử dụng.

#### Phương pháp nhiệt
Acid phosphoric tinh khiết thu được bằng cách đốt phospho nguyên tố để tạo diphosphor pentaoxide, sau đó được hòa tan trong acid phosphoric loãng. Phương pháp này tạo ra một acid phosphoric rất tinh khiết, vì hầu hết các tạp chất có trong đá đã được loại bỏ khi đốt phosphor trong lò điện. Tuy nhiên, đối với các ứng dụng quan trọng như dược phẩm, thực phẩm cẩn có phân đoạn xử lý bổ sung để loại bỏ các hợp chất asen.
Phosphor nguyên tố được sản xuất bởi một lò điện. Ở nhiệt độ cao, một hỗn hợp của quặng phosphat, silicat và vật liệu cacbon (than cốc, than đá vv...) sản xuất Calci silicat, khí phosphor và carbon monoxide. Khí {\displaystyle {\ce {P}}}và {\displaystyle {\ce {CO}}} từ phản ứng này được làm lạnh dưới nước để tách phosphor rắn và bụi. Ngoài ra, khí {\displaystyle {\ce {P}}}và {\displaystyle {\ce {CO}}}có thể được đốt cháy với không khí để tạo phosphor pentoxide và carbon dioxide. Khí sau khi được làm nguội sơ bộ được đưa tới hidrat hoá tạo thành acid phosphoric.

## Acid phosphoric trên thị trường
Dung dịch đậm đặc của acid phosphoric thường bán trên thị trường có nồng độ 85%.
Acid phosphoric là bán thành phẩm trong quá trình sản xuất phân bón, dược phẩm, thức ăn gia súc; làm chất xúc tác trong tổng hợp hữu cơ, chất tẩm gỗ chống cháy, chất chống ăn mòn kim loại sản xuất thuốc trừ sâu, điều chế phân lân như là superphosphat đơn và phân supephosphat kép.